# Francisco de Azevedo Cabral
Francisco de Azevedo Cabral (Ilha Terceira, Açores, 21 de Julho de 1828) foi um político português. Foi vereador da Câmara Municipal de Angra do Heroísmo, administrador do concelho da Praia da Vitória, primeiro-oficial chefe da repartição da antiga Junta Geral do Distrito de Angra do Heroísmo, empregado da Secretaria da Junta. Além da política, foi um poeta e jornalista, tendo colaborado em vários jornais angrenses, nos quais foram publicadas algumas das suas mais conhecidas produções poéticas.